# إله الحرب 3
 إله الحرب 3  (بالإنجليزية: God of War III)‏ هو الجزء الرئيسي الثالث من سلسلة غود أوف وور. اللعبة من نوع أكشن-مغامرات، تقطيع وذبح. صدرت في16 مارس عام 2010 وهي متوفرة على بلاي ستيشن 3. اللعبة من تطوير إس سي إي سانتا مونيكا ستوديو ونشر شركة سوني كمبيوتر إنترتينمنت.اللعبة هي الخامسة في سلسلة ألعاب إله الحرب والسابعة زمنياً (من حيث تسلسل الأحداث)وهي تتمّةٌ لأحداث اللعبة إله الحرب 2، الصادرة في 2007. تستند لعبة إله الحرب بشكل أساسيّ على الأساطير الإغريقية القديمة، تدور أحداث اللعبة في بيئة اليونان القديمة وتتمحور القصة حول انتقام البطل الرئيسي للعبة إله الحرب كراتوس بعد أن تمت خيانته من قبل والده زيوس ملك آلهة الأولمب، ليشعل بذلك الحرب العظيمة من جديد. فيتسلق كريتوس جبل أوليمبوس على ظهر الجبّارة غايا ويرافقه بذلك بقية الجبابرة، إلا أن الجبارة غايا تخلت عنه، فأسعفته أثينا. وبعدها يخوض كراتوس معارك وحشية ودامية ضد العديد من الوحوش ويواجه الآلهة ويقضي على الجبابرة في ثنايا سبيله للبحث عن باندورا من أجل فتح صدنوق باندورا لكي يتمكن من الحصول على الطاقة الكافية لهزيمة زيوس والتغلب عليه وإنهاء عصر الآلهة.

## القصة
تابعةً أحداث إله الحرب الثاني، يبتدئ كراتوس طريقه على متن الجبّارة غايا، وهو يحرض الجبابرة المُنْقَذِين من الحرب العظمى (باستخدام قوة أخوات المصير) على آلهة الأولمب المتربعين على عرش جبل أوليمبوس وعلى رأسهم زيوس.
فلما شاهدوا الآلهة ذلك، شرعوا في التحرك، فركب الإله هيليوس عربته وقادها، وشَدَّ الإله هيرميز مسرعاً نزولاً من على الجبل، وأُمِرَ النصف إله هرقل بأن تُبادِرَ كتائبه بالتدخل في النزاع الشرس، وأتبع ذلك الإله هاديس لينزل بخطّافيه، والإله پوسايدون لينطلِقَ كالقذيفة فيصطدم بصدر الجبّار أيبيميثويس ليسقطه بعد أن كان يتسلق الجبل.
ثم ظهر پوسايدون بهيئةِ وحشٍ مائيّ له رؤوس أحصنة وأيدٍ مخلبية كالسرطان، ويُدعى الوحش حصان البحر، ليتخذ پوسايدون هذا الوحش وسيلةً للقضاء على الفوضى العارمة الذي افتعلها كراتوس. مع أن الوحش هدّدَ خطرًا في المعركة، فصرع عدة جبابرة، ومنهم غايا، حيث يوجد كراتوس، إلا أن الأخير لم يحتجب كعادته فقاتل إله البحر بهيئته الحاليّة وبعد عدة جولاتٍ شرسةٍ معه أُوثِقَ الوحشُ بقبضة غايا فسنحت الفرصة لكراتوس للانقضاض عليه بحالته الضعيفة، فانطلق كريتوس مصطدمًا بجسم الوحش، فانبثق پوسايدون من الوحش إثر الضربة ليسقط على جبل آخر.
فتقاتل الاثنان على الجبل، وانتهى الأمر بوهن پوسايدون فلم يستطع القيام ومواصلة القتال، ففقأ كراتوس عينيه وكسر رقبته قبل أن يرميه من أعلى الجبل. لمّا صُرِعُ پوسايدون، حدث طوفان هائل في المحيط، تسبّب بفيضانٍ جارفٍ غمر العالم كله، ليدمِّرَ غالبيّةَ البشر، عدا آلهة الأولمب فلم يؤثر على أحدٍ منهم.

بعد هزيمة پوسايدون، تسلّقت غايا بكراتوس الجبل للوصول إلى سُرادِقِ زيوس، إله الآلهة الذي استنكر على كراتوس مجيءَه، فلما وصلا قدم كراتوس لوالده زيوس، فبدأت بينهما مشادّة كلاميّة، وبعد عراك بين الاثنين، أطلق زيوس صاعقةً ليدمّر بها جزءًا من ذراع غايا ففقدت التوازن لتسقط هي وكراتوس من على الجبل (ولم يتضرر كراتوس كثيرًا لامتصاصه الصعقة بالصوف الذهبي) فتعلقت غايا بالجبل وكراتوس متعلق بظهرها بنصل أوليمبوس وهو فاقدٌ للتوازن أيضًا، فلم تساعده غايا، واعترفت له بأنه ليس إلا رهنًا، ولم يعد الآن مهمًّا؛ لأنّ الجبابرة حصلوا على زيوس (أي عرفوا مكانه) فتركته يسقط. أثناء سقوطه، استرجع كراتوس ذكرياته الأليمة، وهوى بعدها على نهر ستيكس ومغاراته.
كان على كراتوس أن يواجه هاديس ليصل إلى زيوس، فلما انتُزعت منه طاقته من قبل الأرواح الميتة في نهر ستيكس فقد قوّته، فالتقى في طريقه بأثينا بمظهرها الجديد، مدّعيةً أنها وصلت إلى مستوىً أعلى من البقاء، وأنها ستساعد كراتوس ليأخذ ثأره، فوهبت كراتوس أسلحةً جديدةً (نصلي المنفى)، ليَشُقَّ بهما كريتوس طريقه خلال العالم السفليّ، وكلفته بمهمّة العثور على شعلة أوليمبوس وإخمادها ليتمكن من هزيمة زيوس بلا عوائق.
شقّ كريتوس طريقه في العالم السفلي، فواجه الأرواح الضائعة، وتماثيل القضاة في العالم السفلي، والتقى بالجبار هيفيستوس، ليُعْلِمَهُ الأخيرُ أكثر فأكثر عن زيوس والأوليمبوس، ووجد رسوماتٍ غامضة على الأرض تعود إلى أناسٍ عاشوا في الماضي. وأخيرًا، دخل كراتوس قصر هاديس، ووجد هناك بيرسيفوني زوجة هاديس في تابوتٍ احتفظ به زوجها، إلى أن تشابك كراتوس والإله هاديس داخل كهف مظلم، فبعد قتال شرس تمكن كراتوس من خلع خوذة هاديس وانتزاع خطّافيه، فاجتثّ بهما روح هاديس وحوّلها إليه لتزداد بذلك قوّته. ففرّ كراتوس من العالم السفلي من خلال بوابة هايپريونية. فواصل كراتوس طريقه، وهذه المرة كلٌّ من الآلهة والجبابرة ضده. فواجه إله الشمس هيليوس واقتلع رأسه بيديه ليحصل على 'رأس هيليوس'، وثم واجه الإله هيرميز فبتر ساقيه ليحصل على 'أحذية هيرميز'، وثم واجه أخاه هرقل فانتزع منه 'قبضتي نيميا' لينهال بهما عليه ضربًا فصرعه، وواجه هيرا فكسر عنقها لشتمها باندورا، وهي طفلة يكون أبوها الجبار هيفيستوس، وهي مفتاحٌ لإخماد شعلة أوليمبوس وكشفِ ما فيه. وقابل كراتوس أفروديت الجميلة مع خادماتها في غرفتها، وبعدها واجه كرونوس في سجن تارتاروس فطعن رأسه بنصل أوليمبوس وقتله، والتقى مجدّدًا بالجبار هيفيستوس فخانه الأخير وكاد أن يقتله فتصدى له كراتوس وقتله بطعنه بقرن سندانه، وأخذ 'سياط الانتقام' من هيفيستوس قبل أن يُصرع. وبعدها واجه ملكة العقارب وقضى عليها، وأخيرًا بلغ مقصده، ألا وهو غرفة نار أوليمبوس، مصطحبًا معه باندورا، إلّا أن زيوس تجلى لهما وقاطع الاثنين.
منع زيوس باندورا من تحقيق هدفها، وهو إخماد نار أوليمبوس، فأمسك بها وأمر كراتوسُ زيوسَ بأن يتركها، فرماها فأغمي عليها، فتشابك زيوس مع كراتوس وشجر بينهما قتال ملحميّ، ولمّا انتهيا، استعادت باندورا وعيها فهبّت مسرعةً للشعلة لتخمدها، فحال كراتوس دون ذلك (لأنّ باندورا ستموت) وظل ممسكًا بها وهي منجذبةٌ بالشعلة، فأمر زيوسُ بإبعادها، مخبرًا كراتوس بألّا يفشل مرة أخرى كما فشل مع عائلته (وقتلهم)، فاستشاط كراتوس غضبًا ممّا قاله وهجم عليه، فأفلت باندورا فسحبت الشعلةُ الفتاة فحدث انفجار أخفى باندورا من الوجود، وقد أخمدت الشعلة، فسار كراتوس في اتجاه الصندوق ففتحته ووجده فارغًا، فسخر منه زيوسُ واختفى، ليغضب كراتوس أكثر. وبعدها واجه كراتوسُ زيوسَ مجددًّا، فتقاتلا كرةً أخرى، فرُجَّت الأرض بهما على يد الجبارة غايا (والتي ظُنَّ أنها قُتِلَت) لترسلهما إلى داخل صدرها عند قلبها، فتقاتلا الاثنان، وكلٌ منهما كان له نصيب من امتصاص طاقةٍ من قلبها، مستعيدين بذلك قواهما، حتى حاصر كراتوس زيوس لدى قلب غايا، فطعنه بنصل أوليمبوس فاخترق جسد زيوس ليخترق قلب غايا أيضًا، فَقُتِلَ غايا وزيوس.
فتصدّعت غايا وتداعى جسدُها، ليجد كراتوس نفسه على أرضٍ محطّمة أخرى وزيوس مصروع والنصل يخترقه، فانتزع كراتوس النصل بقوة وغادر المكان، إلا أن روح زيوس خرجت من جثته فأمسكت بكراتوس، لتعطّل قوّته وغضبه، عن طريق ملئه بالخوف والإحساس بالضياع وهي تحاول قتله، وقبل أن يُقتَل، غاص كراتوس في ذكرياته السابقة بمساعدة روح باندورا التي تعيش معه، وقاوم كل ما أعنى روحه وسعى لإيقافها، والذي اتّخذها زيوس وسيلةً للقضاء على كراتوس، كما فعل آريز. فلما تغلب كراتوس على كوابيسه، استعاد وعيه، فقسر روح زيوس لتعودَ إلى جثته، حتى انهال كراتوسُ على زيوس بالضرب المبرح بيديه المجرّدتين، لينهي عهد آلهة الأولمب نُهْيَةً لا رجعة لها.
قَدِمت أثينا لكراتوس بعد انتصاره وهنّأته، وطلبت منه أن يُرْجِعَ لها القوةَ التي حصل عليها من صندوق باندورا، فأعلمها أن الصندوق كان فارغًا، ولكنها لم تصدّقه؛ إذ عندما وُضِعَت شرور الحرب العظمى في الصندوق لِيُؤَمَّنَ العالم، وَضعت أثينا 'أقوى سلاح في العالم' داخل الصندوق، ألا وهو الأمل، ليَضادَّ قوى الشر. فطلبت من كراتوس أن يُرجع لها القوة التي حصل عليها من الصندوق العائد إليها أصلًا، وبما أنّ الفوضى في العالم انتهت، ستسعى أثينا لبناء العالم مجدّدًا تحت حكمها بقوة الأمل. أدركت أثينا أنه لما فتح كراتوس الصندوق لقتل آريز، وسيطرت قوى الشر على الآلهة وخصوصًا زيوس، اجتبت قوة الأمل كراتوسَ لتتخذه حاضنًا لها.
وهذا الأملُ مغمور بعمق، ويكاد أن لا يبين تحت كل الغضب والانتقام والشعور بالذنب الذي تملّكه، ولما عرف كراتوسُ كيف يسامح نفسه على خطاياه الماضية، عرف كذلك كيف يحرر تلك القوة.
فطلبت أثينا منه أن يرجع لها القوة مجدّدًا، إلا أنه رفض، فطعن نفسه بنصل أوليمبوس، وإثر ذلك، نتج شعاع أزرق كبير لينبثق من جسد كراتوس منطلقًا إلى السماء، مُعطٍ كلَّ البشريةِ الأمل. فامتعضت أثينا من فعلته، وأخبرته أنّ البشر لن يعرفوا سُبُلَ الانتفاع من القوّة، فانتزعت منه النصل وبرحت غاضبةً وقد خاب أملها بما فعل كراتوس... ونرى كراتوس وهو متمدّدٌ على الأرض والدم يسيل من جسده، وثم يختفي والدم يتساقط من على حافة الجرف، وهذا يعني أنه لم يمت.

## الأسلحة والسحر والأغراض والآثار

### أسلحة
• نصلا أثينا: وهما نصلانِ وهبتهما أثينا لكراتوس في نهاية إله الحرب. يقاتل به كراتوس في البدايات الأولى من هذا الجزء، استبدل بهما لاحقًا نصليِ المنفى.
• نصلا المنفى: نصلان جديدان خوّلهما شبح أثينا لكراتوس في العالم السفلي، وطورت أثينا الشبح من قدرات النصلين، وأُلْحِقَ اسم السلاح بالمنفى دلالة على أن كراتوس نُفِيَ من جيشه الإسپرطي وآلهة الأولمب وحتى الجبابرة.
• نصل أوليمبوس: ظهر كراتوس وهو يحمل هذا النصل في نهاية إله الحرب الثاني، ليقاتل به في هذا الجزء، ولكن فقط في وضع الغضب. ويستخدم كراتوس هذا النصل عادة لقتل الخصوم ذوي البأس بضربة واحدة.
• خطّافا هاديس: ينتزعهما كراتوس من هاديس، ولهما القدرة على بثّ أرواح العالم السفلي لتساعد كراتوس في قتاله.
• قبضتا نيميا: قفازان ضخمان مصوغان على شكل رأس أسد، ولهما سمات قتالية مشابهة لتلك التي في قفاز زيوس. وكان هرقل هو صاحب القفازين، انتزعهما منه كراتوس بعد قتال شجر بينهما. وفي الأصل حصل هرقل عليهما من الأسد النيميّ.
• سياط الانتقام: زوج من النصول، كل نصل يتألف من ثلاثة سيوف، صيغا من حجر الأومالفوس الذي استرجعه كراتوس من تارتاروس عَرْضًا من هيفيستوس لتصييره سلاحًا له. يحمل زوجا النصول صعقاتٍ كهربائية وتُشغّلُ بهما عدة آلات، قتل بهما كراتوسُ صانعهما، هيفيستوسَ.

### أغراض
• قوس أبولو: يرجع بالأصل للإله أبولو، وهو يتألف من قوس وسهم ناريّ.
• رأس هيليوس: رأس إله الشمس. يستخدمه كراتوس ليعمي خصومه، ولينير الطرقات ويكشف عن الأغراض السريّة.
• أحذية هيرميز: أحذية رسول الآلهة. يحتذيهما كراتوس ليقاتل خصومه بسرعة فائقة، ويسعفه الحذاءان لعبور مناطق لا يكون قادرًا على عبورها بدونهما.

### القدرات السحرية
• التقدير الإلهي (باستخدام نصلي أثينا): حيث يضرب كراتوس الأرض بنصل أوليمبوس ليُحدثَ دوامةَ طاقةٍ تلحق ضررًا بالخصوم حوله.
• جيش إسپرطة (باستخدام نصلي المنفى): حيث يستدعي كراتوس جنوده الإسپرطيين المنفيين ليشكلوا حوله دائرة فورية لحمايته.
• استدعاء الروح (بستخدام خطّافي هاديس): حيث يستدعي كراتوس أرواح أعدائه ليقاتلوا أعداءه. ويمكن اختيار نوع الروح المستدعاة من قائمة الأسلحة.
• الدويّ النيميّ (باستخدام قبضتي نيميا): حيث يضرب كراتوس الأرض ليُوَلِّدَ موجاتٍ سحرية تُلْحِقُ ضررًا بالخصوم.
• هِياجُ الانتقام (باستخدام سياط الانتقام): حيث يصعق كراتوس خصومه حوله برَمْيةٍ من طاقةٍ كهربائية.

### الآثار
• الصوف الذهبي: ذراع تُمكّنُ كراتوس من صدّ القذائف والأشعة والضربات.
• أجنحة إيكاروس: حصل عليها من إيكاروس، يستخدمها كراتوس ليطير بهما إلى أماكن ومرتفعات مختلفة.
• رمح پوسايدون الثلاثي: يُمكّن كراتوس من التنفّس تحت الماء.
• روح هاديس: روح هاديس التي اجتثّها كراتوس بخطّافي هاديس. تمكّنه من السباحة في نهر ستيكس بلا تأثير من أرواح الموتى عليه.
• عاصفة بورياس الثلجيّة: يحصل عليها بعد قتل ملكة العقارب. وهي جوهرة تحوي النفس الثلجيّ لريح الشمال، يستخدمها كراتوس لإعمال المتاهة.
• غضب إسپرطة: وضعُ غضبٍ جديد يستخدمه كراتوس، ولكنه أضعف من أوضاع الغضب في الأجزاء السابقة، إذ أنه ناجم عن نفس عدائية، لا عن قوة إلهٍ ولا جبّار.

## الشخصيات
• أثينا: إلاهة الحكمة، وهي ميّتة في هذا الجزء. وتعد بطلة ثانويّة في اللعبة. مدت أثينا يد العون لكراتوس ليقتل زيوس بعد خيانة الجبابرة له.
• باندورا: طفلة خلقها الآلهة، تبناها الجبّار هيفيستوس، وتعتبر مفتاحاً لشعلة أوليمبوس، وعلى كراتوس أن يستخدمها ليدمر الشعلة، منبع قوة زيوس.
• أميرة پوسايدون: وهي عبدة/حبيبة پوسايدون، أجبرها كرايتوس على رفع عتلة متحركة ليمر من الباب، فسحقتها العتلة لتصبح أشلاءً.
• بيريثيوس: حبيب بيرسيفوني البشريّ، والذي سُجِنَ في عالم هاديس إلى الأبد، قتله كراتوس حرقاً.
• دايدالوس: والد إيكاروس، والذي جُنَّ ليسترجع ولده. قُتِلَ بعد أن شكل كراتوس المتاهة.
• هيليوس: إله الشمس، وخصم رئيسي لبطل القصة كراتوس، حاول قتل كراتوس والجبّار بيرسيس ولكنه فشل. اقتلع كراتوس رأسه ليستخدمه، مما أدى إلى اختفاء الشمس.
• هيرميز: رسول الآلهة وخصم رئيسي لبطل القصة كراتوس، يسخر من كراتوس وهو يعدو بسرعته الفائقة. بتر كراتوس ساقيه، وقتله فانتشرت منه أمراض طاعونية معدية عبر أوليمبوس.
• أيبيميثيوس: جبار الإدراك المتأخر. من الجبابرة الذين تسلقوا جبل أوليمبوس، قتله پوسايدون.
• أوقيانوس: جبار المحيطات. سحبه هاديس بعد أن كان يتسلق جبل أوليمبوس.
• هيرا: ملكة الآلهة. أخت وزوجة زيوس. قُتِلَت في جنتها على يد كراتوس بعد أن شتمت باندورا، مما تسبب بموت جميع النباتات.
• أفروديت: إلاهة الجنس، ولم يكن لها دور مهم في الحرب.
• هرقل: أخ غير شقيق لكراتوس، الذي أراد قتل كراتوس ليصبح إله الحرب الجديد.
• كرونوس: والد زيوس العدائي. حمل صندوق باندورا على ظهره ونفي إلى سجن تارتاروس بعد أن حصل كراتوس على الصندوق. التقى به كراتوس في أثناء بحثه عن حجر أومفالوس فهاجمه كرونوس ظناً منه أن غايا ميتة وكذلك لأنه كان السبب في نفيه إلى تارتاروس. فاقتلع كراتوس ظفره، وشق بطنه بعد أن حاول كرونوس ابتلاعه، وبعد حصوله على الحجر غرز مسماراً من عقيق في ذقنه (المسمار مثبت بالسلسلة التي وُثق بها كرونوس) وقتله بطعن رأسه بنصل أوليمبوس.
• هاديس: إله العالم السفلي، واجه كراتوس في غرفة العرش في العالم السفلي. فبعد أن انتزع كراتوس منه خطّافيه، إجتثّ بهما روحه فقتله فتحررت الأرواح الميتة. أعطت روح هاديس المقدرة لكراتوس على السباحة في نهر ستيكس واستخدام البوابات الهايپريونية للانتقال إلى أوليمبوس.
• پوسايدون: إله البحر، وهو أول إله أولمب يواجه كراتوس والجبابرة. قُتل على يد كراتوس بعد أن فقأ عينيه وكسر رقبته. أدى مصرع پوسايدوس إلى حدوث فيضانٍ غمر العالم كله.
• هيفيستوس: رب الحدادة والبراكين. مد يد العون لكراتوس بإخباره عن شعلة أوليمبوس وبصياغة 'سياط الانتقام' له. أصبح عدائياً بعدما علم أن كراتوس سيقتل ابنته باندورا. قتل كراتوس هيفيستوس بسندانه الخاص باستخدام سياط الانتقام.
• زيوس: ملك آلهة الأولمب وإله السماء والصاعقة، ويعد الخصم الرئيسي في اللعبة. قتله كراتوس في النهاية بالانهلال عليه ضرباً، مما أدى إلى فوضى في العالم.
• القضاة الثلاثة: ثلاثة ملوك ميتين على شكل تماثيل، يحاسبون الأرواح، فيرسلون الحسنة إلى جنات أليسيوم، والمحايدة إلى هاديس، والسيئة إلى سجن تارتاروس. وهم ممسكي سلسلة التوازن بين أوليمبوس وتارتاروس. قتلهم كرانوس بتحطيم أحجار العقيق الموجودة خلف رؤوسهم، وبعد كسر السلاسل، تحطمت التماثيل بتأرجح السلاسل عليهم.
• بيرسيس: جبار التدمير. تعاون هو وكراتوس لتحطيم عربة هيليوس، وبعد صعود كراتوس المتاهة طعن الأخير بيرسيس بنصل أوليمبوس.
• غايا: أم الجبابرة، ساعدت كراتوس ليصل إلى زيوس لينتقم منه، إلا أنها خانته. دُمّرت يدها ومن ثم قتلت بسيف كراتوس بعد قتال شجر بين الأخير وزيوس في داخل صدرها.
• كراتوس: بطل اللعبة، يمضي كراتوس لينتقم من زيوس الذي خانه في إله الحرب الثاني، وبعد تسلق جبل أوليمبوس، خانته الجبابرة، فأصبحت الحرب لكراتوس شخصيّة.

## أنواع الأعداء
• خفير أوليمبوس
• فيلق أوليمبوس
• الجثث الملعونة
• رامية أوليمبوس
• شيطانة أوليمبوس
• حارس أوليمبوس
• دَيْدَبُ أوليمبوس
• الأرواح التائهة
• تالوس صخريّ
• تالوس برونزيّ
• القنطور الجنرال
• مونغرل سيربيروسيّ
• سيربيروس هاديس
•  جِراء سيربيروس هاديس
• الكِمِّير
• السايكلوب القاهر
• السايكلوب الهائج
• جثث السايكلوب
• الهاربيز
• ملكة الهاربيز
• الجورجون
• الجورجون الأفعوانيّ
• فِراخُ ملكة العقارب
• المينوتور الوحشيّ
• المينوتور المدرّع
• المينوتور ذو الفأس
• الساتير
• الكلب المتوحّش
• الصفارة الفاتنة
• أشباح أوليمبوس

## وصلات خارجية
- الموقع الرسمي
- إله الحرب 3 على موقع IMDb (الإنجليزية)